# Wilhelm Roth (Mediziner)
Wilhelm Roth (* 10. Oktober 1848 in Klukno; † 26. Juni 1919 in Wien) war ein ungarischer HNO-Arzt.

## Leben
Roth maturierte in Eperjes und promovierte 1873 an der Universität Wien zum Doktor der Medizin. Er leistete sein Freiwilligenjahr am Garnisonsspital Nr. 1 ab und ließ sich als praktischer Arzt in Wien nieder. Während des Okkupationsfeldzugs in Bosnien 1878 war er als Assistenzarzt tätig. Er habilitierte sich 1885 für Laryngologie und Rhinologie an der Universität Wien und leitete ein Ambulatorium für Hals- und Nasenkranke an der II. internen Klinik des AKH. 1912 wurde er zum außerordentlichen Professor ernannt. Während des Ersten Weltkriegs leistete er freiwilligen Dienst. Ab 1918 war er Präsident der Laryngologischen Gesellschaft.
Er entwickelte einen Nasenspiegel, eine Tropfspritze für den Kehlkopf, einen Ätzmittelträger und einen Zerstäubungsapparat für die Nase. Roth wurde in der Israelitischen Abteilung des Wiener Zentralfriedhofs (Gruppe 76B, Reihe 32, Nummer 56) begraben. 